# Berge
|  | Per a altres significats, vegeu «François Berge». |

Berge (castellà) o Berche (aragonès) és un municipi de l'Aragó, de la comarca del Baix Aragó.